# 立合い

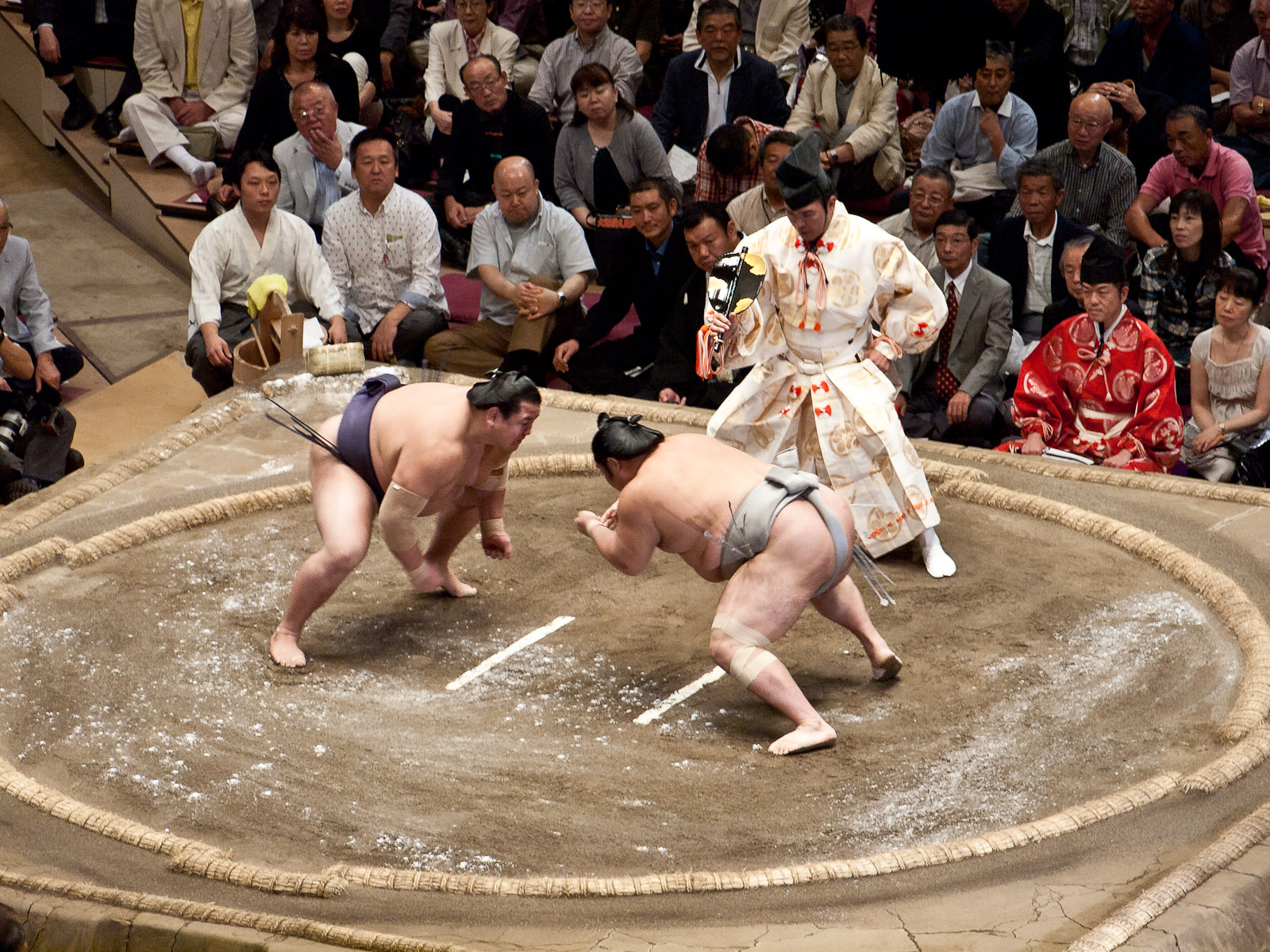
立合い

立合い（たちあい）とは、相撲において、両力士が蹲踞（そんきょ）の姿勢から立ち上がって取組を開始する瞬間のことをいう。
力士同士が呼吸をあわせて「立ち合う」のが語源。審判など第三者によらず、競技者同士の合意によってはじめて競技が開始されるという意味で、対戦形式のスポーツの中ではきわめて稀有な形態である（詩人ジャン・コクトーは「バランスの奇跡」と讃えた）。なお、行司の掛け声である「はっきよい（又は）はっけよい（発気揚々・発気用意）、残った」を立合いの合図であるという認識が広く浸透しているがこれは誤りである。アマチュア相撲においては、スポーツとしての整合性などから、競技者同士が両手をついた状態で、審判が競技開始を合図する形式もとられている。

## 仕切り
土俵に上がった両力士は、中央に進み四股を踏む。その後腰をかがめて両手を土俵におろす。この身構えをしながらお互いの呼吸を合わせる動作を仕切りという。
普通は、蹲踞の姿勢から立ち上がり、両者目を合わせつつ腰を落とし、上体を下げ、片手を着き、両者の合意の成立した時点でもう片手をついてから相手にぶつかって行く。気が合わない場合はこれを中止して、気が合うまで繰り返す（仕切り直し）。かつては気が合うまではいくらでも繰り返し、時には1時間以上も仕切りを繰り返していたが、1928年1月場所から制限時間が設定されている（ラジオの大相撲放送開始に合わせたものである）。制限時間は呼出が東西の力士を呼び上げてから勝負審判の時計係が計り始める。この時間は当初は幕内10分、十両7分、幕下以下5分、1942年1月場所からは幕内7分、十両5分、幕下以下3分、1945年11月場所からは幕内5分、十両4分、幕下以下3分と変更され、1950年9月場所からは幕内4分、十両3分、幕下以下2分と定められている。
現在では、大相撲をはじめ多くの土俵に2本の仕切り線が引かれ、それより前に手を着いて立ってはならないと定められている（仕切り線上に手をつくのは認められる）。これも、制限時間導入とともに定められた。古くは、互いの立ち位置まですべて立合う両力士の合意にもとづいておこなわれた。両者が頭をくっつけあって仕切る写真も現存する。相手を特定範囲の外へ出せば勝ちとなる競技で、競技開始位置まで競技者同士の判断にゆだねられていたというのは、近代的な視点ではおおらかというより大雑把と言うべきであるが、それで問題が生じたという逸話もなく、ことさら立ち位置によって有利を得ようとする力士もいなかったのだろう、と解釈されている。なお仕切り線より後ろに下がる分には特に規定はなく、好きなところで仕切って良い。近年では、舞の海の奇策を警戒して、貴闘力が徳俵いっぱいまでさがって立合った事もある。2021年名古屋場所14日目に、横綱白鵬がやはり徳俵いっぱいまで下がって仕切り、大関正代を破った一番もあるが、品格に欠けるということで物議を醸した。
手をおろすとき、一般的には差し手と逆側の手を先におろすのが通例とされる。もっとも羽黒山のように左差しでありながら左手を先におろしていた例もあり、一概にはいえない（羽黒山の場合は左を差すことより右で相手の褌をつかむことを優先していた）。また、先に手をおろして構えをし、まず陣地について相手を待つというのはよくないこととされる。両力士が同時に仕切りに入るのが礼であるし、そうしなければ制限時間を設けた意味がなくなってしまう。

## 重要性
相撲において、立合いは勝敗において非常に重要な要素である。15尺（4.55m）という小さな円の中で巨大な力士が戦い、短期決戦が当たり前という勝負の性質から、立合いにおいて一度有利な状態を作られてしまった場合、それを挽回するというのは非常に困難である。俗に「立合いで八割が決まる」といわれるのは、このことを示唆しているといえよう。
それゆえ、仕切りの短時間の間に相手の策戦を見抜き、それに対応する自分の取り方が土俵に上がる前から考えていたとおりでよいのか、それともとっさに判断してこちらの策戦を変更するか、変えるとすればどう変えるのかを決定しなければならない。

## 立合いの乱れ（大相撲）

### 「時間前の立合い」の減少
制限時間設定後、段々と「制限時間いっぱいになってから立てばよい」という感覚が蔓延しており、いまや制限時間前に立つことはごくまれである。しかし、本来は制限時間は「制限時間までに立つこと」という規定であり（二回目以降を「仕切り直し」というのはそのため。双葉山や大鵬に対し、奇襲として制限時間前に立った力士（龍王山、大雪はそれぞれ1回の仕切りで立った）がいたが、両横綱とも待ったはせず、受けて立ち勝った）。水戸泉が大量の塩を大きく撒いたり、朝青龍が拳で廻しを叩くポーズや高見盛の気合注入ポーズのように時間いっぱいになってから個々の恒例儀式を行う力士には「時間前の仕切りで立つ気がないのがあからさまである」として批判する声もある。
過去には貴ノ花対富士櫻（10代中村）、麒麟児（19代北陣）対富士櫻など、役力士であっても時間前で立合って観客を沸かせた取組も多かったが、2000年代以降は極端に減っていった。近時では北桜（現式秀）などがしばしば行なっていた。最近の関取同士の取り組みで時間前の立合いが見られることは滅多に無い。しかし、2013年3月16日（3月場所7日目）の結び前の対時天空戦において白鵬が時間前の立合いを仕掛け勝利しているなど、現在でも稀にではあるが見ることができる。
以前は貴闘力・浪乃花・琴錦など、いわゆる「速攻相撲」を得意とする力士が時間前に立つことが多かった。

### 「掌を下ろす」の解釈
立合いのルールとしては日本相撲協会の寄附行為細則の勝負規定第五条に明文化されている。
寄附行為細則の文章を読むと「掌（これも握り拳とは限らない、掌にはてのひらという意味もある）を下ろす」と定められているわけで、「立合いで土俵に手をつかなくてはならない」とは決まっていないことになる。寄附行為細則の勝負規定では、「髪が土俵についたら」等の「つく」という言葉が頻出するので、「下ろす」と「つく」は明らかに違う行為を指していると解釈できる。
つまり、「立合いの乱れ」は、勝負規定にも定められていないほど「立合い」を厳しく解釈することが前提になっている。大鵬・北の湖の頃には中腰からいきなり勝負が始まっていたが、このときも瞬間「掌を下ろす」という動作はしている。よって、勝負規定には適っているという解釈の余地が生ずる。しかし、アマチュア相撲とはかなり異なっているので、学生相撲出身者が「プロは手を付かないから合わせにくい」と言ったという笑い話もある。スポーツ科学的には、両手を土俵上までおろして立つ方が威力が増大することが実証されている。陸上競技の短距離走のスタートの原理とも似て、実際に陸上競技の経験がある千代の富士は速攻の立合いで威力を見せた。
1960年代にはすでに「立合いの乱れ」が指摘されていて、1966年7月場所では場所中に「立合いの是正」を申し合わせ、さらに1968年6月には幕内・十両力士、1970年5月には幕下以下の力士を対象に相撲教習所で「立合い研修会」が開催された。1980年6月にも役員、関取衆、行司が揃って「立合い講習会」を開いている。それでも1984年7月場所まで多くの力士が腰を割らず中腰で立合い、土俵に両手を付かないで手も腰の高さ程度までしか下ろさずに立合う有様であったため、1984年8月の力士会における「立合い研修会」において、協会主導のもと「立合いの正常化」が徹底されることとなり、9月場所より両者とも両手を付いての立合いが義務化することを協会が発表した。その後は理事長の交代などにより振幅がある。例えば、1991年9月場所から待ったに罰金が科せられたり（現在は廃止）、数年に一度立合い正常化のための研修会が行われた。その後、北の湖理事長時代は呼吸が合えば両手を付かなくても見逃される風潮があり、再び乱れが問題視されていたところ、2007年以降相次いだ角界不祥事に対する改革の一環として、2008年9月場所に武蔵川理事長（当時）主導のもと再び立合いでの両手付き徹底の方針が打ち出され、手付き不十分の場合取り直しも辞さずという厳しい対応が採られたが、場所入り直前の方針転換という異例の事態のため、審判部の間でも統一した見解が取れず、厳しく取り直しさせる場合がある一方で手を付いていなくても見過ごされる場合が多々あり現場でも混乱が生じた。なお2019年現在でも立合いは両手を付いて行うこととする審判部の方針は変わらず、支度部屋にも同様の注意書きが貼られている。
現在でも手付きが不十分でありながら立合い成立として見過ごされる事例は多々ある。片手だけ付いていて、もう片方の手が付いていないのが明らかに確認できながらも立合いとして成立している取組が多く散見される。
相撲記者の長山聡は中腰立合い肯定派で、手つき徹底化により体重を増やしての押し相撲が多くなり首を痛める力士が増加した、中腰立合いが禁止化されたことで四つの攻防ある相撲が激減したと、現在の手つき立合いを否定的に見ている。長山はジャン・コクトーの「バランスの奇跡」発言について「どういう意図での発言かははっきりはしないが、スポーツのスタートとしては不合理な面を感じたのは間違いないだろう」と考察している。また、元大関・貴ノ浪の音羽山親方も、中腰立合いの時代の方が攻防ある相撲が多かった、立合いのタイミングだけの相撲になると相撲がつまらなくなる、という趣旨で、現行の立合いに疑問を抱いていた。
幕下以下には極度の肥満と体力の衰えの影響で仕切りで腰を下ろすのに支障が出て、まともな立合い手つきもままならない力士が一定数存在する。そこまで立合いの悪い力士だと手を付いたかどうかが勝敗に影響しづらく、関取昇進や各段優勝に極めて関与しづらい(各段優勝に関与したとしても重要性の低い序ノ口優勝や序二段優勝ぐらいなものである)ため、行司や勝負審判に黙認されるのが実情である。

## 具体的な動き
立合い直後の動きとしては、力士にもよるが、
1. 頭から当たる
2. かちあげる
3. 張り手をする（張り手から差しに行く張り差しもある）
4. 突っ張りをする
5. 四つに組みにいく
6. 相手の攻撃を見てかわす（変化）
7. 相手の目の前で手を打って驚かせる（猫騙し）
8. 蹴手繰りで相手を這わせにいく（海乃山や時天空が得意としていた）
9. その場でふわっと立って様子を見る（舞の海や旭鷲山がよくやっていた）

といったものがあげられる。この内、1.~4.はひとまずぶつかって前に圧力をかけるもので、相撲の取り方として正当なものと見なされる。また、5.も四つ相撲の力士では普通に見られ、実際には引き手を引きつけつつ体は前に圧力をかける。あとのものは一種の奇襲と考えられる。一発勝負としてはありであるが、大相撲ではこれを繰り返すと批判を受ける。特に横綱や大関が下位に対してこれを行うと時にブーイングを受ける。解説者のコメントとしても、「変化も相撲の技だし食うほうも悪い」と言いつつも、「お客のことも考えろ」「（有望な若手に対して）こんなことをしていては強くなれない」と変化した力士を叱るのが一般的である。

## 大相撲でのエピソード
1972年5月場所4日目、前頭4枚目大受（18代朝日山）－同9枚目朝登戦で珍しい立合いのシーンがあった。行司14代木村庄太郎（のち27代式守伊之助）が制限時間いっぱいにもかかわらず軍配を返さなかったのである。時間前に立ち上がった時は別として、行司の軍配が返らないで両力士が立ち上がることはあり得ない。両者は呼出から「制限時間いっぱい」を告げられて最後の立合いとなるところ、庄太郎は軍配を半身の姿勢で素直に押し立てたままの状態から両者が立ち上がるという珍事になった。